# Barguszati
Barguszati (orm.: Բարգուշատի լեռնաշղթա, trl.: Bargushati lerrnashght’a, trb.: Barguszati lernaszychta) – góry w Armenii, wschodnia część Gór Zangezurskich. Najwyższy szczyt, Aramazd, osiąga 3399 m n.p.m. Pasmo zbudowane głównie ze skał osadowych i wulkanicznych z intruzjami granitów i granidiortyów. Zbocza porośnięte lasami liściastymi (grab, dąb). W wyższych partiach występują łąki subalpejskie i alpejskie.